# Евристичні формули
Евристичні формули (також фаустформули) — це метод швидкого визначення математичного або технічного значення без точних технічних обчислень. Походження терміна не встановлено. Синонім «правило великого пальця» є перекладеною версією англійського виразу «rule of thumb».
Евристичні формули, що містять у собі обчислення, завжди настільки прості, що їх можна швидко розрахувати в голові. Більшість евристичних формул базуються на досвіді.
Можна розрізняти між евристичними формулами, які відображають практичний досвід, незалежно від наявності точного розрахункового методу, і евристичними формулами, які дозволяють оцінити, коли точний розрахунок займав би занадто багато часу або не може бути виконаний усно (вираз «процес множення на пальцях»). У наукових дослідженнях евристичні формули вивчаються в сферах когнітивної науки, штучного інтелекту та інформатики під терміном «Евристика».

## Приклади

### Час до заходу Сонця
Покладіть долоню внутрішньою стороною до обличчя і випряміть руку. Мізинець розмістіть на горизонті. Підрахуйте кількість пальців, які вміщаються між сонцем і горизонтом при витягнутій руці. Результат множите на 15 хвилин. Це правило діє тільки в другій половині дня та в середніх географічних широтах.

### Оцінка відстані за допомогою стрибка великого пальця
«Стрибок великого пальця» — це грубий метод оцінки відстані між особою, яка здійснює вимірювання, та нерухомим об'єктом, ширина якого відома.

### Відстань до місця удару блискавки
Фаустформула (одна третина відстані від блиску світла до грому у секундах) для визначення відстані до місця удару блискавки в кілометрах така:
{\displaystyle {\text{Відстань}}\approx {\frac {\text{Кількість секунд}}{3\,}}{\text{км}}}
Результат може відрізнятися від фактичної відстані залежно від температури оточуючого середовища, оскільки швидкість звуку не точно дорівнює ⅓ кілометра на секунду.

### Автомобільна фізика
Одна з евристичних формул для гальмівного шляху, яке пояснюється в поточній статті, виглядає так:
{\displaystyle s\approx \left({\frac {\text{Швидкість в км/год}}{10}}\right)^{2}}
Евристичні формули використовують той факт, що крок індикування швидкості в автомобільних спідометрах дорівнює десяти, що робить розрахунки особливо простими.

### Хімія
У хімії часто (іноді більше глузливо) зазначають, що всі (неорганічні) білі порошки мають щільність приблизно 2,3 г/см³, а всі займисті рідини мають щільність близько 0,8 г/см³.
Також евристичною формулою вважають і правило Вант-Гоффа, яке стверджує, що швидкість хімічної реакції приблизно подвоюється з кожним підвищенням температури на 10 К. Це використовується як фаустформула і дозволяє орієнтовно оцінити швидкість реакції.

### Економіка
У бізнесових розглядах часто вдаються до принципу Парето, відомого також як правило 20/80, яке стверджує, що в зв'язку "причина-наслідок" 80% результатів залежать від приблизно 20% сильно вираженої причини. Наприклад, 20% клієнтів приносять 80% прибутку, 20% продуктів відповідають за 80% скарг, 20% причин помилок призводять до 80% помилок, 20% виробничих ресурсів спричиняють 80% витрат. На підставі цих розрахунків оптимізаційні процеси зазвичай обмежуються головними причинами.

### Складні відсотки
Правило 72-х дозволяє знайти час, за який вартість інвестиції подвоїться, для цього треба поділити 72 роки на процентну ставку.
Замість процентної ставки може бути використана, наприклад, передбачена інфляційна ставка на період дії, щоб передбачити втрату вартості. За правилом 72-х, невідсоткова сума грошей при 10% інфляції втратить половину своєї купівельної спроможності через 7,2 роки.

### Теорія прийняття рішень
За допомогою правила 37% можна знайти момент прийняття рішення для вибору оптимального елементу.

## Дивитись також
- Мнемоніка
- Емпірична формула